# Simon Tousi
Simon Tousi (ur. 9 marca 1992) – vanuacki piłkarz grający na pozycji bramkarza. 

## Kariera klubowa
Simon Tousi jest zawodnikiem klubu Siwi FC.

## Kariera reprezentacyjna
Tousi był w kadrze reprezentacji Vanuatu na Puchar Narodów Oceanii 2012, który był jednocześnie częścią eliminacji Mistrzostw Świata 2014. Na turnieju był rezerwowym. Do chwili obecnej nie zdołał zadebiutować w pierwszej reprezentacji.